# Проспект Леніна (Євпаторія)
Проспект Леніна — проспект в місті Євпаторія. Бере свій початок з Театральної площі і закінчується вулицею Полупанова, знаходиться у курортній частині міста. Сучасний проспект імені Леніна спочатку називався Мойнакським. У 1911 році у зв'язку зі святкуванням 50-річчя скасування кріпосного права проспект став носити ім'я Олександра II. Після революції 1917 року носив назви Широкий проспект, вулиця 25 Жовтня, а з 1970 року проспект носить свою нинішню назву.
Вулиця розділена посередині бульваром з пішохідною доріжкою, трамвайною колією та зеленими насадженнями.

## Будівлі
- Кінотеатр «Ракета»
- Пансіонат «Джерельце»
- Пансіонат «Планета»
- Палац Піонерів «Пентагон»
- Бювет з мінеральною водою
- Стадіон «Авангард»
- Санаторій «Зірочка»
- Євпаторійське управління освіти
- Редакція газети «Євпаторійська здравиця», Леніна 28
- Санаторно-оздоровчий центр військ ППО України